# Stig Sánta
Stig Sánta, folkbokförd Stig Laszlo Santa, född 9 mars 1959 i Göteborgs Gamlestads församling i Göteborg, är en svensk före detta elitspelare och tränare i handboll. Han spelade under 1970- och 1980-talet i Redbergslids IK (RIK) och gjorde även 11 landskamper för Sveriges landslag. Totalt gjorde Sánta 983 mål i högsta serien för Redbergslid, och hans avgörande mål i sista SM-finalmatchen 1985 inledde en ny storhetstid för klubben.
Efter spelarkarriären har Stig Sánta bland annat varit tränare och ledare i RIK och senare verksam inom Göteborgs kommun.

## Biografi

### Tidiga år
Stig Sánta började spela elithandboll för Redbergslids IK 1976, och förblev klubben trogen i högsta serien.
Sánta kom relativt snabbt att bli en av de tongivande spelarna i det gamla mästarlaget Redbergslid (åtta SM-tecken fram till 1965). RIK hade dock under 1970-talet förlorat sin ledande ställning som handbollsklubb i Göteborg (främst till IK Heim) och vandrade under ett antal år mellan högsta och näst högsta serien. 1981/1982 blev RIK sist i Allsvenskan (dagens Handbollsligan), trots en storspelande Sánta som under säsongen producerade en fjärdedel av RIK:s mål.

### 1980-talets storhetstid
När Redbergslid hösten 1983 var tillbaka i högsta serien blev man något överraskande femma. Stig Sánta kom fyra i skytteligan och den lovande junioren Magnus Wislander på åttonde plats. Därefter var de båda med när RIK åter skulle bli svensk dominant inom herrhandbollen, med tre raka SM-guld 1985, 1986 och 1987.
Sánta avgjorde själv den femte och avgörande SM-finalmatchen 1985 mot regerande mästarna HK Drott, genom ett skott i matchens sista sekund. Skottet, som innebar matchvinst med 21–20 och än idag av många drottare anses ha avlossats efter slutsignalen, innebar inledningen på RIK:s nya storhetstid (12 av 19 möjliga SM-guld åren 1985–2003). Alla fem finalmatcher mot Drott 1985 var jämna och ovissa tillställningar.
Totalt gjorde Sánta 983 mål för RIK i den högsta handbollsserien, vilket placerar honom som femte bäste målskytt för RIK genom tiderna. Dessutom producerades ett antal mål för klubben under den tid (1982/1983) som de befann sig i Division II.
De 983 målen gjordes på Stig Sántas totalt 187 allsvenska matcher för RIK, som han spelade för fram till 1987. På plan blev Sánta även känd för "de fyra stegen", och hans förmåga att hänga länge i luften blev omskriven.

### Landslagsspel
Stig Sánta, som var en pålitlig målskytt i Allsvenskan, fick även pröva på spel med svenska landslaget. Han deltog dock endast i totalt 11 landskamper, åren 1979–1980.

### Efter spelarkarriären
Efter spelarkarriären var Stig Sánta aktiv som tränare från 1989, sedan sportchef och så småningom även kassör inom Redbergslid. Fram till 1992 arbetade han, tillsammans med Mikael Jakobsson, som RIK-tränare.
Under 2005 var Sánta elitansvarig samt vice ordförande i klubbstyrelsen, och i januari 2006 tillträdde han som tillförordnad styrelseordförande. Ett halvår senare avgick Sánta dock från ordförandeposten för RIK, som då befann sig i ekonomisk kris och avverkat minst fyra ordförande på knappt tre års tid. Sánta har även verkat som tränare för Ale HK.
På senare år har Stig Sánta arbetat inom Göteborgs kommun. Han har bland annat varit förvaltningschef i stadsdelsförvaltningen i Torslanda och senare anställd på Stadsledningskontoret. Han har även hållit kontakten med handbollen via spel i RIK:s veteranlag "Oldrik".

## Meriter
- SM-guld: 1985, 1986 och 1987 (med Redbergslids IK)
- Landskamper: 11 stycken (1979–1980)[4]